# Handschlüssel
Als Handschlüssel (englisch hand cipher) wird in der Kryptologie ein Schlüsselverfahren (Ver- oder Entschlüsselungsverfahren) bezeichnet, das im Gegensatz zu einem Maschinenschlüssel nicht maschinell, beispielsweise mithilfe einer Rotor-Chiffriermaschine, durchgeführt wird, sondern das manuell erfolgen kann, häufig allein mit Bleistift und Papier, zuweilen auch mithilfe eines einfachen mechanischen Hilfsmittels.
Der Übergang zu den Maschinen ist fließend. In der Regel werden beispielsweise Chiffrierscheiben, Chiffrierzylinder oder Streifenschieber noch zu den Handschlüsseln gezählt, jedoch mechanische Geräte oder Automaten, wie zum Beispiel die mithilfe eines Federantriebs arbeitende Kryha, bereits zu den Maschinen.
Bis etwa zur Zeit des Ersten Weltkriegs wurden fast nur Handschlüssel eingesetzt. Ein Beispiel aus der Endphase des Krieges ist die deutsche sogenannte „Geheimschrift der Funker 1918“ (GedeFu 18), von den Alliierten als ADFGX bezeichnet. Selbst im Zweiten Weltkrieg, als bereits verstärkt Schlüsselmaschinen eingesetzt wurden, dienten nicht nur der Wehrmacht weiterhin Handschlüsselverfahren zur Verschlüsselung ihres geheimen Nachrichtenverkehrs. Sie kamen speziell dann zum Einsatz, wenn die entsprechenden Einheiten über keinen Maschinenschlüssel verfügten oder dieser defekt war. So verwendete die deutsche Kriegsmarine beispielsweise den Werftschlüssel und das Reservehandverfahren, während beim Heer Verfahren wie der Heftschlüssel oder der Doppelkastenschlüssel als Handschlüssel verwendet wurden.